# حبة (ميزان)

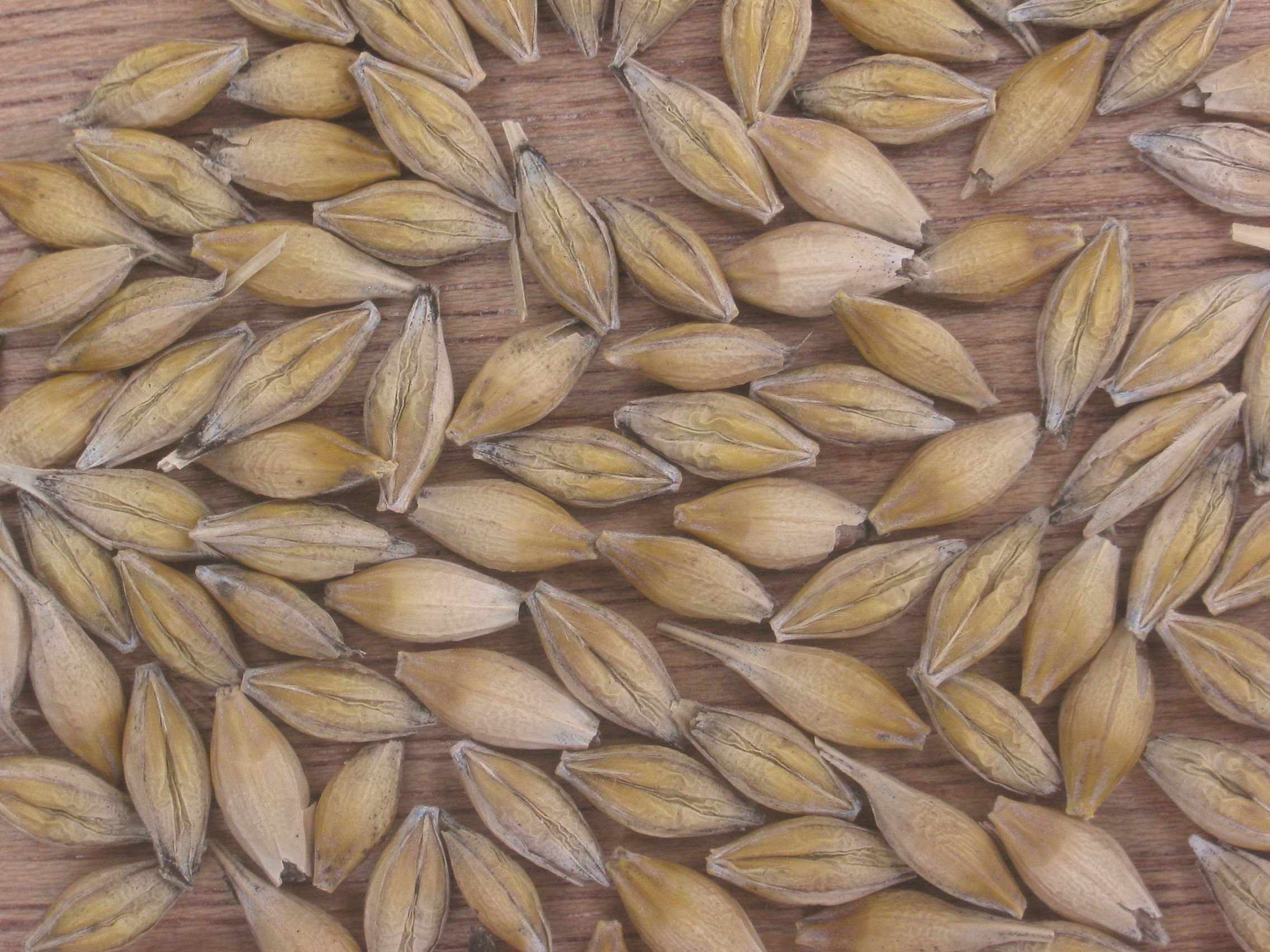

الحبة في اللغة واحدة الحب وتجمع أيضا على حبات وحبوب وهي الحبوب المختلفة في كل شيء وحبة القلب سويداؤه.
وهي وزن للنوع من الحبوب التي يتركب منها الدرهم والدينار وباقي الاوزان.
مقدار الحبة:
عند الحنفية الحبة تساوي واحد من مائة من الدينار.
فالحبة عندهم تساوي 0.0425 غرام.
وعند الجمهور واحد من 72 من الدينار.
فالحبة تساوي 0.059 غرام تقريا.